# 古澤ゆり
古澤 ゆり（ふるさわ ゆり、1963年7月22日 - ）は、日本の国土交通官僚。国土交通省大臣官房審議官、観光庁審議官、内閣官房内閣審議官等を経て、HIROTSUバイオサイエンス顧問、クボタ監査役、SUBARU監査役、運輸総合研究所運営委員会委員。

## 人物・経歴
1986年東京大学法学部卒業、運輸省入省。1994年横浜市都市計画局企画調査課担当課長。1996年運輸省航空局飛行場部関西国際空港課補佐官。1999年運輸省運輸政策局貨物流通企画課補佐官。2000年経済協力開発機構事務局科学技術産業局運輸課アドミニストレーター、国土交通省大臣官房人事課付。2004年国土交通省総合政策局国際企画室企画官。
2006年海上保安庁総務部国際・危機管理官（二等海上保安監）。2008年内閣官房内閣参事官（内閣官房副長官補付）、内閣官房総合海洋政策本部事務局参事官。2011年資生堂国際事業部国際営業部担当次長。
資生堂国際事業部アジアパシフィック営業部担当次長を経て、2014年国土交通省大臣官房審議官（国際担当）。2015年観光庁審議官。2016年内閣官房内閣審議官（内閣人事局）。2019年国土交通省大臣官房付、退官。2020年HIROTSUバイオサイエンス顧問、運輸総合研究所運営委員会委員。2021年クボタ監査役。2022年SUBARU監査役。